# اندی استرلینگ (بازیکن فوتبال)
اندی استرلینگ (انگلیسی: Andy Stirling؛ زادهٔ ۵ مارس ۱۹۹۰) بازیکن فوتبال اهل بریتانیا است.
از باشگاه‌هایی که در آن بازی کرده‌است می‌توان به باشگاه فوتبال ایست استایلینگشا و باشگاه فوتبال دانفرملین اتلتیک اشاره کرد.